# 特基克里克鎮區 (堪薩斯州米切爾縣)
特基克里克鎮區（英語：Turkey Creek Township）為美國堪薩斯州米切爾縣轄下的鎮區。2010年美国人口普查中該鎮區人口有122人。

## 地理
特基克里克鎮區涵蓋總面積為92.47平方（35.70平方英里），其中92.33平方（35.65平方英里）為陸地，0.14平方（0.054平方英里）或0.15%為水域。海拔高度450（1,480英尺）。

## 人口統計
根據2010年美國人口普查，特基克里克鎮區人口有122人，住房52戶，人口密度為1.32人/每平方公里。此鎮區居民之種族中，白人有120人，非裔美國人有0人，美洲原住民有0人，亞裔美國人有0人，太平洋島裔美國人有0人，其他種族有0人，混血種族則有2人。此外此鎮區有0人為西班牙裔或拉丁裔美國人。